# Aleksandar Vasoski
Aleksandar Vasoski [aˈlɛksandar ˈvasɔski] (mazedonisch Александар Васоски; * 21. November 1979 in Skopje) ist ein ehemaliger mazedonischer Fußballspieler und heutiger -trainer.

## Als Spieler

### Verein
In seiner Jugend spielte Vasoski für den FK Metalurg Skopje und FK Skopje, ehe er 1998 kurzzeitig zu Vardar Skopje in die erste Liga wechselte. Anschließend folgten zwei Jahre beim FK Cementarnica 55 und ab 2000 war er fester Bestandteil der Mannschaft von Vadar, gewann dort zweimal die Meisterschaft und wurde Fußballer des Jahres. Der Innenverteidiger wechselte in der Winterpause der Saison 2004/05 für eine Ablösesumme von 200.000 Euro zum damaligen Zweitligisten Eintracht Frankfurt. Mit der Eintracht gelang dem mazedonischen Nationalspieler auch der Aufstieg in die Bundesliga. Dort stellte Vasoski am 17. November 2006 einen ungewöhnlichen Rekord auf: Er erhielt am 13. Spieltag bereits seinen dritten Platzverweis der laufenden Saison. Das geschah vor ihm noch keinem Spieler in der ersten Fußball-Bundesliga. Am 17. Mai 2007 verlängerte Vasoski seinen Vertrag bei Eintracht Frankfurt bis zum Jahre 2011 und entschied sich somit gegen Angebote, die ihm aus der englischen Premier League vorlagen. Dieser Vertrag galt auch für die zweite Liga. 2011 verließ er nach dem Auslaufen seines Vertrages die Eintracht und ging erst zu AO Kavala nach Griechenland und anschließend wieder zu Vardar Skopje. Bei den beiden Vereinen kam er zu keinen weiteren Einsätzen mehr und so beendete Vasoski seine aktive Karriere.

### Nationalmannschaft
Von 2000 bis 2008 absolvierte Vasoski insgesamt 34 Länderspiele für die mazedonische A-Nationalmannschaft, in denen ihm zwei Treffer gelangen.

### Erfolge
- Mazedonischer Meister: 2002, 2003
- Mazedonischer Fußballer des Jahres: 2004

## Als Trainer

### Verein
Vasoski startete seine Trainerlaufbahn 2012 beim FK Metalurg Skopje, wo er die Jugend trainierte sowie als Co-Trainer der Profimannschaft fungierte. In letzterer Funktion war er auch von 2014 bis 2018 bei Vardar Skopje tätig, ehe er dort zum Cheftrainer befördert wurde. 2020 gewann er mit dem Verein wie auch schon als Spieler die nationale Meisterschaft. Anschließend trainierte er ein Jahr lang Akademija Pandev und seit Januar 2022 ist er der Übungsleiter des FK Sarajevo in Bosnien-Herzegowina.

### Erfolge
- Mazedonischer Meister: 2020